# Пэджет, Чарльз, 6-й маркиз Англси
Чарльз Генри Александр Пэджет, 6-й маркиз Англси (англ. Charles Henry Alexander Paget, 6th Marquess of Anglesey; 14 апреля 1885 — 21 февраля 1947) — британский пэр, фермер и военный.

## Биография
Родился 14 апреля 1885 года в Лондоне. Старший сын лорда Александра Виктора Пэджета (1839—1896) и Достопочтенной Эстер Элис Стэплтон-Коттон (1851—1930), дочери Веллингтона Стэплтона-Коттона, 2-го виконта Комбермира. Внук Генри Пэджета, 2-го маркиза Англси (1797—1869).
Он получил образование в Итоне и Королевском военном колледже в Сандхерсте. В 1905 году он стал маркизом Англси после смерти своего бездетного кузена, Генри Пэджета, 5-го маркиза Англси (1875—1905). Он также был графом Аксбриджем, бароном Пэджетом и 9-м баронетом Пэджетом из Плас-Ньюидда.

## Карьера
Маркиз Англси недолго служил в Королевской конной гвардии до своего избрания мэром Бертона-на-Тренте с 1911 по 1912 год. В течение первого месяца Первой мировой войны он вернулся в Королевскую конную гвардию и был отправлен во Францию, но был признан инвалидом. Он вернулся, чтобы служить адъютантом сэра Джона Максвелла, генерала, командовавшего в Египте, за что в 1918 году был награждён орденом Нила 4-го класса, и сэра Уильяма Бердвуда в Галлиполи. Позже он служил помощником военного секретаря при генеральном офицере, командовавшем в Ирландии в 1916 году. Он служил в ополчении во время Второй мировой войны.
6-й маркиз Англси был лордом-камергером королевы Марии с 1922 года и до его смерти в 1947 году. В 1928 году он был назначен рыцарем Большого креста Королевского Викторианского ордена (GCVO). В 1931 году он был назначен офицером Ордена Святого Иоанна и назначен коммандером Ордена в 1944 году.
Он был лордом-лейтенантом Англси с 1942 года до своей смерти.

## Брак и дети

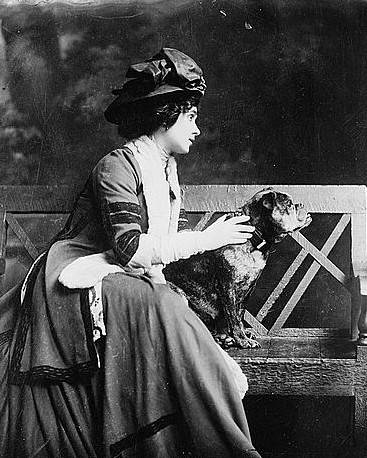
леди Виктории Марджори Гарриет Мэннерс (1883—1946), супруга 6-го маркиза Англси

3 августа 1912 года маркиз Англси женился на леди Виктории Марджори Гарриет Мэннерс (20 декабря 1883 — 3 ноября 1946), дочери Генри Джона Бринсли Меннерса, 8-го герцога Ратленда, и Марион Маргарет Вайолет Линдсей, на торжественной церемонии, проведенной архиепископом Кентерберийским и в присутствии принца Артура Коннаутского. У супругов было шестеро детей:
- Леди Александра Мэри Сесилия Кэролайн Пэджет (15 июня 1913 — 22 мая 1973), муж с 1949 года сэр Майкл Дафф, 3-й баронет (1907—1980), от брака с которым у неё был один сын
- Леди Элизабет Эстер Мэри Пэджет (1916—1980), с 1939 года замужем за Раймундом фон Гофмансталем (? — 1974), сыном Гуго фон Гофмансталя
- Леди Мэри Патрисия Беатрис Роуз Пэджет (19 января 1918 — 28 марта 1996 (в возрасте 78 лет), умерла незамужней
- Леди Роуз Мэри Примроуз Пэджет (27 июля 1919 — 1 ноября 2005), с 1940 года замужем за достопочтенным Джоном Фрэнсисом Маклареном (1919—1953), от брака с которым у неё было двое детей.
- Джордж Чарльз Генри Виктор Пэджет, граф Аксбридж (впоследствии 7-й маркиз) (8 октября 1922 — 13 июля 2013)
- Леди Кэтрин Мэри Вероника Пэджет (8 октября 1922 — 7 февраля 2017), 1-й муж с 1941 года (развод в 1948) подполковник Джослин Юстас Гурни (1910—1973); 2-й муж с 1949 года майор Чарльз Фаррелл (1919—2015). Пятеро детей от двух браков.

6-й маркиз Англси умер в Лондоне в возрасте 61 года после операции.

## Резиденции
До Первой мировой войны 6-й маркиз Англси в основном жил в Бодсерте, семейном поместье Пэджетов и величественном доме на южной окраине Кэннок-Чейз в Стаффордшире. Высокие налоги после войны (в сочетании со значительными долгами, вызванными экстравагантным образом жизни 5-го маркиза) означали, что 6-й маркиз больше не мог позволить себе содержать собственность в Бодсерте, поэтому в 1920 году он уехал жить в Плас-Ньюидд. Поместье Бодсерт было разделено и продано, а маркиз Англси пожертвовал 120 акров земли району Кэннок-Чейз в 1920 году, а ещё один подарок в 1938 году был сделан жителям Стаффордшира.
В Плас-Ньюидде 6-й маркиз Англси поручил художнику Рексу Уистлеру разработать схему декоративной росписи. Картины и фрески Тромп-л’Иля, а также постоянная выставка памятных вещей Уистлера в настоящее время являются одной из главных достопримечательностей отеля.

## Награды
- Королевский Викторианский орден
- Орден Святого Иоанна (Великобритания)
- Звезда 1914 года
- Британская военная медаль
- Медаль Победы (Великобритания)
- Медаль обороны (Соединенное Королевство)
- Медаль Серебряного юбилея короля Георга V
- Коронационная медаль Георга VI
- Орден Нила
- Медаль Королевского двора за долгую и верную службу